# Peter Roe
Peter Roe (Manchester, 23 settembre 1955) è un ex calciatore inglese naturalizzato canadese, di ruolo attaccante, centrocampista e difensore.

## Biografia
Nativo di Manchester, Inghilterra, con la famiglia emigrò in Canada all'età di 11 anni, stabilendosi a Bramalea, sobborgo di Brampton, Ontario. Ottenne in seguito cittadinanza canadese. Anche il fratello minore Paul è stato un calciatore professionista.

## Caratteristiche tecniche
Roe era un calciatore molto versatile e nell'arco della sua carriera fu impiegato in tutte le posizioni del campo ad esclusione della porta.

## Carriera

### Club
Nel 1973 è ingaggiato dalla franchigia NASL dei Toronto Metros. Nella stagione 1973 con la sua squadra vince la Northern Division, perdendo poi le semifinali contro i futuri campioni dei Philadelphia Atoms. La stagione seguente invece non riesce a superare la fase a gironi del torneo. Dopo aver raggiunto i quarti di finale nella stagione 1975, Roe, pur non giocando la finale, con la sua squadra vinse il campionato 1976, sconfiggendo i Minnesota Kicks.
Rimane con la squadra di Toronto sino alla North American Soccer League 1980, quando a stagione in corso passò all'altra franchigia canadese della lega, i Vancouver Whitecaps, con cui giunge agli ottavi di finale del torneo.
Nella stagione 1981 passa ai T.B. Rowdies, restandovi sino all'ultima edizione della North American Soccer League, la 1984. Nella stagione d'esordio ottenne il miglior piazzamento con i Rowdies, ovvero il raggiungimento degli ottavi di finale.
Dopo aver giocato nei Toronto Blizzard nella Canadian Soccer League 1987, raggiungendo le semifinali del torneo, chiuse la carriera nei Rowdies nel 1988, impegnata nella American Soccer League.
Contemporaneamente al calcio, Roe si dedicò all'indoor soccer.

### Nazionale
Naturalizzato canadese, Roe con la nazionale maggiore gioca nove incontri nelle qualificazioni al campionato mondiale di calcio 1970, non superando il primo turno della zona CONCACAF.
Con la squadra olimpica partecipa nel 1975 al torneo calcistico dei VII Giochi panamericani, giungendo al secondo turno. L'anno seguente è selezionato per prendere parte al torneo di calcio della XXI Olimpiade, competizione in cui però non esordisce e non riesce a superare la fase a gironi.

## Statistiche

### Cronologia presenze e reti in nazionale
| Cronologia completa delle presenze e delle reti in nazionale ― Canada | Cronologia completa delle presenze e delle reti in nazionale ― Canada | Cronologia completa delle presenze e delle reti in nazionale ― Canada | Cronologia completa delle presenze e delle reti in nazionale ― Canada | Cronologia completa delle presenze e delle reti in nazionale ― Canada | Cronologia completa delle presenze e delle reti in nazionale ― Canada | Cronologia completa delle presenze e delle reti in nazionale ― Canada | Cronologia completa delle presenze e delle reti in nazionale ― Canada |
| Data                                                                  | Città                                                                 | In casa                                                               | Risultato                                                             | Ospiti                                                                | Competizione                                                          | Reti                                                                  | Note                                                                  |
| --------------------------------------------------------------------- | --------------------------------------------------------------------- | --------------------------------------------------------------------- | --------------------------------------------------------------------- | --------------------------------------------------------------------- | --------------------------------------------------------------------- | --------------------------------------------------------------------- | --------------------------------------------------------------------- |
| 9-10-1974                                                             | Francoforte sull'Oder                                                 | Germania Est                                                          | 2 – 0                                                                 | Canada                                                                | Amichevole                                                            | -                                                                     |                                                                       |
| 31-10-1974                                                            | Varsavia                                                              | Polonia                                                               | 2 – 0                                                                 | Canada                                                                | Amichevole                                                            | -                                                                     |                                                                       |
| 5-1-1975                                                              | L'Avana                                                               | Cuba                                                                  | 4 – 0                                                                 | Canada                                                                | Amichevole                                                            | -                                                                     |                                                                       |
| 11-9-1977                                                             | Port of Spain                                                         | Trinidad e Tobago                                                     | 1 – 1                                                                 | Canada                                                                | Amichevole                                                            | -                                                                     |                                                                       |
| 8-10-1977                                                             | Monterrey                                                             | Canada                                                                | 1 – 2                                                                 | El Salvador                                                           | Qual. Mondiali 1978                                                   | -                                                                     |                                                                       |
| 22-10-1977                                                            | Monterrey                                                             | Messico                                                               | 3 – 1                                                                 | Canada                                                                | Qual. Mondiali 1978                                                   | -                                                                     |                                                                       |
| 12-6-1983                                                             | Vancouver                                                             | Canada                                                                | 0 – 2                                                                 | Scozia                                                                | Amichevole                                                            | -                                                                     |                                                                       |
| 16-6-1983                                                             | Edmonton                                                              | Canada                                                                | 0 – 3                                                                 | Scozia                                                                | Amichevole                                                            | -                                                                     |                                                                       |
| 19-6-1983                                                             | Toronto                                                               | Canada                                                                | 0 – 2                                                                 | Scozia                                                                | Amichevole                                                            | -                                                                     |                                                                       |
| Totale                                                                |                                                                       | Presenze                                                              | 9                                                                     |                                                                       | Reti                                                                  | 0                                                                     |                                                                       |

## Palmarès

### Calcio
- Campionato NASL: 1

Toronto Metros-Croatia: 1976